# Море на дъждовете
Морето на дъждовете (на латински: Mare Imbrium) е лунно море, разположено в северозападната част на близката страна на Луната.

## Същност
Морето на дъждовете се е образувало от наводняването на голям кратер, образуван от падането на голямо ядро на метеорит или комета преди около 3,85 милиарда години, с лава.
Когато се запълва, дъното на кратера се изглажда и се образува относително равна повърхност с площ от 829 хил. km².
Повърхността на морето не е толкова гладка - тя се пресича от вълни, което вероятно показва, че лавата го е наводнявала повече от веднъж. Очевидно, Луната е преживяла няколко удара, случили се един след друг. Съществува и друга версия - че изпуснатата в резултат на удара лава е запълнила и басейните на Океана на бурите и Морето на облаците.

## Кацания на космически апарати
Следните космически сонди са кацнали в Морето на дъждовете:
- Луна 2 (14 септември 1959 г.)
- Луна 17 (17 ноември 1970 г.)
- Аполо 15 (четвъртата пилотирана мисия до Луната, 30 юли 1971 г.)
- Чанъе-3 (14 декември 2013 г.)